# کوتا سوگییاما
کوتا سوگییاما (انگلیسی: Kota Sugiyama؛ زادهٔ ۲۴ ژانویهٔ ۱۹۸۵) بازیکن فوتبال اهل ژاپن است.
از باشگاه‌هایی که در آن بازی کرده‌است می‌توان به باشگاه فوتبال شیمیزو اس-پالس و باشگاه فوتبال کاشیوا ریسول اشاره کرد.